# Варгас Угарте, Рубен
Рубен Варгас Угарте (исп. Rubén Vargas Ugarte; 22 октября 1886, Лима — 14 февраля 1975, там же) — перуанский иезуит, священник, историк, историограф, педагог, профессор истории христианства, директор Национальной библиотеки Перу (1956—1962).

## Биография
До 1905 года — послушник, позже отправлен в Испанию для учёбы и научных исследований (1907—1909), в 1909−1912 годах изучал философию в Гранаде. Затем преподавал физику, химию и французский язык (1912—1917) в колледже Святого Станислава в Эль-Пало (Малага). В 1917—1921 годах изучал богословие в Барселоне.
В 1921 году был рукоположен в священники. Иезуит.
Вернувшись в Перу, стал профессором химии и английского языка в духовных колледжах Лимы (1925—1926) и Боливии (1926—1931). С 1931 года — профессор церковной истории в Католическом университете в Лиме. В 1932—1934 годах читал лекции по истории Церкви в Папском Григорианском университете в Риме .
Был третьим президентом Папского католического университета Перу. Доктор Honoris Causa нескольких перуанских университетов. Член Перуанской и Мексиканской  академий языка, Королевской академии истории (Испания).
Автор монументальной «Общей истории Перу» в 12 томах, «Истории церкви Перу» в 5 томах, «Истории Общества Иисуса в Перу» в 4 томах и др.

## Избранная библиография
- General History of Peru. Edition 12 Vol. Milla Batres, Lima 1971—1984.
- Church History of Peru. 5 Vol Imp of Aldecoa, 1953—1962.
- Dictionary of Artificers Colonial Lima, 1937—1944
- Life of Santa Rosa de Santa María. Lima, 1945.
- The Viceregal Peru. Editor Peruvian Typography. Lima, 1962
- History of the Society of Jesus in Peru. 4 Vol Imp of Aldecoa, Burgos 1963—1965.
- History of Santo Cristo de los Milagros, Printing Sanmartí, 3ra.Edición Lima 1966 .
- The Real Convictorio Carolino and their two luminaries. Editor Carlos Milla Batres, Lima, 1970
- General history of the Pacific War. Edit Milla Batres, Lima 1979

## Награды
- Национальная премия Перу по истории (1953).